# Camilla Brinck
Camilla Therése Brinck (Botkyrka, 24 maggio 1974) è una cantante svedese.

## Carriera
Camilla Brinck è salita alla ribalta nell'estate del 2000 con il suo singolo di debutto Bye Bye Forever (Chiki Chiki), che ha raggiunto la 21ª posizione della classifica svedese, diventando la prima di tre hit in madrepatria: nell'inverno successivo il singolo successivo Tell Me si è piazzato 28º, mentre nell'estate del 2001 Heaven è arrivata al 25º posto. I tre singoli sono inclusi nell'album di debutto della cantante, Heaven, pubblicato ad agosto 2001 dalla Virgin Records. Il disco è entrato al 56º posto nella classifica degli album.
Nel 2005 la cantante ha partecipato a Melodifestivalen, il più seguito festival canoro svedese, utilizzato come selezione del rappresentante nazionale per l'Eurovision Song Contest. Ha presentato l'inedito Jenny, ma non è qualificata per la finale.
Dal 2006 al 2008 Camilla Brinck è stata la voce femminile del duo di musica dance Nouveau Riche, con cui ha pubblicato l'album Pink Trash. Dal 2015 al 2017 ha invece fatto parte della nuova formazione del gruppo Solid Base. Dal 2017 lavora inoltre come autrice di libri per bambini.

## Discografia

### Album
- 2001 – Heaven

### Singoli
- 2000 – Bye Bye Forever (Chiki Chiki)
- 2000 – Tell Me
- 2001 – Heaven
- 2001 – Reminiscing (feat. Magnum Coltrane Price)
- 2005 – Jenny
- 2009 – KK
- 2016 – Missing You
- 2016 – Pallesi

#### Come featuring
- 2015 – Once Upon a Time (Dancyn Drone feat. Camilla Brinck)